# Et Par Silkestrømper
Et Par Silkestrømper er en amerikansk stumfilm fra 1918 af Walter Edwards.

## Medvirkende
- Constance Talmadge - Molly Thornhill
- Harrison Ford - Sam Thornhill
- Wanda Hawley - Pamela Bristowe
- Vera Doria - Irene Maitland
- Florence Carpenter - Maudie Plantaganet